# Здание Дирекции императорских театров
Здание Дирекции императорских театров — памятник архитектуры. Расположен в Санкт-Петербурге, современный адрес дома — улица Зодчего Росси, 2, Площадь Островского, 6.

## История
Проект здания К. И. Росси был утверждён 17 апреля 1828 года, строительство было начато в том же году (Росси помогал В. Глинка), но его не довели до конца — юго-восточный участок площади Островского при жизни архитектора не был застроен, и построенный на этом месте многоэтажный доходный дом нарушил задуманный ансамбль. Само здание составляет комплекс со зданием Министерства Народного просвещения.
Для постройки к 1829 году были сломаны некоторые строения Пажеского корпуса и засыпан пруд. К октябрю 1829 года строительство было вчерне закончено, у здания были аркады и галереи. После 1831 года строительством руководил И. Гальберг, по его проекту проводили внутреннюю отделку, которая в целом была окончена к 1834 году. Уже с 1832 года удельный департамент, владелец здания, сдавал его разным лицам и учреждениям, вдоль галереи были магазины.
К 1835 году в большинстве помещений располагалась дирекция императорских театров (в 1836 году она выкупила всё здание), в 1835-36 годах галереи были заделаны по проекту Майера, уничтожены балконы, прошла частичная перепланировка под руководством А. К. Кавоса с целью размещения в здании театрального училища, театра, танцевального зала. Также на третьем этаже был создан храм, который освятили 21 ноября 1836 года. Роспись создал Ширяев, лепнину — мастер Дылов.
Фасад здания длится около 200 метров, совместно со зданием Министерства народного просвещения оформляя архитектурные ансамбли улицы Зодчего Росси и площади Ломоносова. В то время как фасад стоящего рядом Александрийского театра обильно украшен скульптурой, фасад дирекции строг и прост, обработан парными дорическими полуколоннами (кроме угловых ризалитов). На первом этаже есть мотив аркад, второй и третий этажи прорезаны широкими оконными проёмами, рифмующимися с этой аркадой. Центр фасада, выходящего на площадь Ломоносова, украшен портиком из двух стоящих на высоком цоколе колонн, цоколь прорезан аркой для входа в здание.  Изначально здания улицы были выкрашены в светло-серый цвет.
В 1851 году А. М. Гедеонов поручил И. И. Климову расширить и заново украсить церковь. Лепку на её сводах создал В. Д. Репин. В 1870-е годы деревянные базы фасадов заменили на чугунные.
С октября 1917 года домовая церковь в здании стала приходской, в 1918 году на неё было выдано охранное свидетельство от А. В. Луначарского, 20 марта 1922 года её попытались закрыть, но по ходатайству известных драматических артистов богослужения возобновились до 1 марта 1923 года. Помещение церкви получил Музей академических театров.
Преподаватели Академии русского балета им. А. Я. Вагановой с 1993 года проявляли инициативу по восстановлению церкви. В июне 1998 года под неё было выделено помещение, его освятили. Первая литургия состоялась в 2000 году.
В конце 2007 года стало известно, что на здании Академии им. Вагановой могут появиться мансарды. Хотя любые строительные работы, кроме реставрационно-восстановительных, на памятниках архитектуры законодательно запрещены, городские власти утверждают, что мансарды законны и не изменят конфигурацию кровли и общий облик здания. В 2010 году надстройка была начата.
В 2021 году были отреставрированы лицевые фасады бывшего здания Министерства народного просвещения и симметричного здания Дирекции императорских театров по улице Зодчего Росси, на 2023 год запланирована реставрация фасадов со стороны площади Островского.